# Плахтіївка (Білгород-Дністровський район)
Пла́хтіївка — село в Україні, адміністративний центр Плахтіївської сільської громади Білгород-Дністровського району Одеської області. Населення становить 4986 осіб - (2021).

## Історія
Територія навколо села була заселена в давнину, про що свідчать знахідки залишків двох поселень початку нашої ери. Село засноване 1830 року переселенцями — державними селянами однойменного села Верхньодніпровського повіту Катеринославської губернії (нині — село Успенка).
Станом на 1886 рік у селі, центрі Плахтіївської волості Аккерманського повіту Бессарабської губернії, мешкало 2468 особи, налічувалось 420 дворових господарств, існували православна церква, школа та 2 лавки.
12 червня 2020 року, відповідно до розпорядження Кабінету Міністрів України № 720-р «Про визначення адміністративних центрів та затвердження територій територіальних громад Одеської області», село набуло статусу адміністративного центру Плахтіївської сільської громади.
17 липня 2020 року, в результаті адміністративно-територіальної реформи та ліквідації Саратського району, село увійшло до складу Білгород-Дністровського району.

## Населення
Згідно з переписом УРСР 1989 року чисельність наявного населення села становила 6434 особи, з яких 3033 чоловіки та 3401 жінка.
За переписом населення України 2001 року в селі мешкали 5233 особи..

### Мова
Розподіл населення за рідною мовою за даними перепису 2001 року:
| Мова       | Відсоток |
| ---------- | -------- |
| українська | 93,89 %  |
| російська  | 5,38 %   |
| болгарська | 0,27 %   |
| молдовська | 0,25 %   |
| вірменська | 0,08 %   |

## Особистості
Уродженці села:
- Мандриченко Микола Іванович — радянський, футболіст, нападник, згодом — молдовський та український футбольний тренер.
- Небога Марія Андріївна — трактористка, ланкова механізованої ланки колгоспу «Родина» села Плахтіївки. Депутат Верховної Ради УРСР 6—7-го скликань. Герой Соціалістичної Праці.